# Replică (seismologie)
Replica este un cutremur mai mic, care urmează unui cutremur mai mare, în aceeași zonă a cutremurului principal, cauzat pe măsură ce scoarța deplasată se adaptează la efectele cutremurului principal. Cutremurele mari pot avea sute până la mii de replici instrumental detectabile, care scad constant în mărime și frecvență în conformitate cu legile cunoscute. În unele cutremure, ruptura principală se întâmplă în doi sau mai mulți pași, ducând la șocuri principale multiple. Acestea sunt cunoscute sub denumirea de cutremure dublete și, în general, se pot distinge de replici, având magnitudini similare și forme de undă seismice aproape identice.
Seismologii utilizează instrumente precum modelul de secvență a replicilor de tip epidemice (ETAS - Epidemic-Type Aftershock Sequence) pentru a studia replicile în lanț și precursoarele cutremurelor.